# Wilhelm Sinning (Jurist)
Wilhelm Sinning (* 31. Mai 1889 in Grifte, Kreis Fritzlar; † 4. Februar 1968 in Breitenau, Nordhessen) war ein deutscher Bundesrichter.

## Leben
Sinning war Sohn eines Guts- und Mühlenbesitzers. Er studierte an der Ludwig-Maximilians-Universität München und der Philipps-Universität Marburg Rechtswissenschaft. Am 23. Oktober 1909 wurde er im Corps Teutonia zu Marburg recipiert. Er bestand 1912 das Referendarexamen und wurde im selben Jahr zum Dr. iur. promoviert. 1914–1918 diente er im Deutschen Heer, zuletzt als Leutnant d. R. 1919 war er Landwirt in Grifte. Indem er 1920 Elisabeth Schmidt aus Breitenau im  Kreis Fritzlar heiratete, kam er in den Besitz des Gutes Breitenau. Er war Vorsitzender des Land- und Forstwirtschaftlichen Arbeitgeberverbandes Kurhessen und 1927–1934 ehrenamtlicher Reichsarbeitsrichter. 1945 war er Vorsitzender des Land- und Forstwirtschaftlichen Arbeitgeberverbandes für Hessen und Mitgründer des Hessischen Bauernverbandes. 1954–1967 war er Bundesrichter am Bundesarbeitsgericht.